# Edmonton—Wetaskiwin
Circonscription électorale fédérale du Canada
Edmonton—Wetaskiwin est une ancienne circonscription électorale fédérale canadienne de l'Alberta. Elle a été créée en 2013 lors du redécoupage de la carte électorale, et représentée pour la première fois lors des élections générales de 2015.
Elle comprend:
- Une partie de la ville d'Edmonton
- Une partie du comté de Leduc, dont les villages d'été de Golden Days, Itaska Beach et Sundance Beach, la ville de Leduc et les villages de Beaumont, Calmar et Devon
- Le comté de Wetaskiwin No 10, excepté les réserves indiennes de Louis Bull no 138B, d'Ermineskin no 138 et de Samson no 137

Les circonscriptions limitrophes étaient Edmonton Riverbend, Edmonton Mill Woods, Sturgeon River—Parkland, Sherwood Park—Fort Saskatchewan, Battle River–Crowfoot, Red Deer—Lacombe et Yellowhead.
À la suite du redécoupage de la carte électorale en 2022, Edmonton—Wetaskiwin est abolie et redistribuée dans Edmonton Gateway, Edmonton Riverbend, Edmonton-Sud-Ouest et Leduc—Wetaskiwin.

## Députés
| Législature | Années    | Député | Député    | Parti        |
| --- | --------- | ------ | --------- | ------------ |
| Edmonton—Wetaskiwin issue d'une partie d'Edmonton—Leduc, Edmonton—Mill Woods—Beaumont, Vegreville—Wainwright et Wetaskiwin |           |        |           |              |
| 42e | 2015–2019 |        | Mike Lake | Conservateur |
| 43e | 2019–2021 |        | Mike Lake | Conservateur |
| 44e | 2021–2025 |        | Mike Lake | Conservateur |
| redistribuée dans Edmonton Gateway, Edmonton Riverbend, Edmonton-Sud-Ouest et Leduc—Wetaskiwin                             |           |        |           |              |

## Résultats électoraux
Le premier scrutin aura lieu en 2015.
|       | Candidat          | Parti             | # de voix | % des voix |
|       | (X) Mike Lake     | Conservateur      | +44 949,  | 65,77 %    |
|       | Jacqueline Biollo | Libéral           | +14 660,  | 21,45 %    |
|       | Fritz K. Bitz     | NPD               | +06 645,  | 9,72 %     |
|       | Joy-Ann Hut       | Vert              | +01 595,  | 2,33 %     |
|       | Brayden Whitlock  | Parti libertarien | +00495,   | 0,72 %     |
| Total | Total             | Total             | 68 344    | 100 %      |